# Josef Theurer

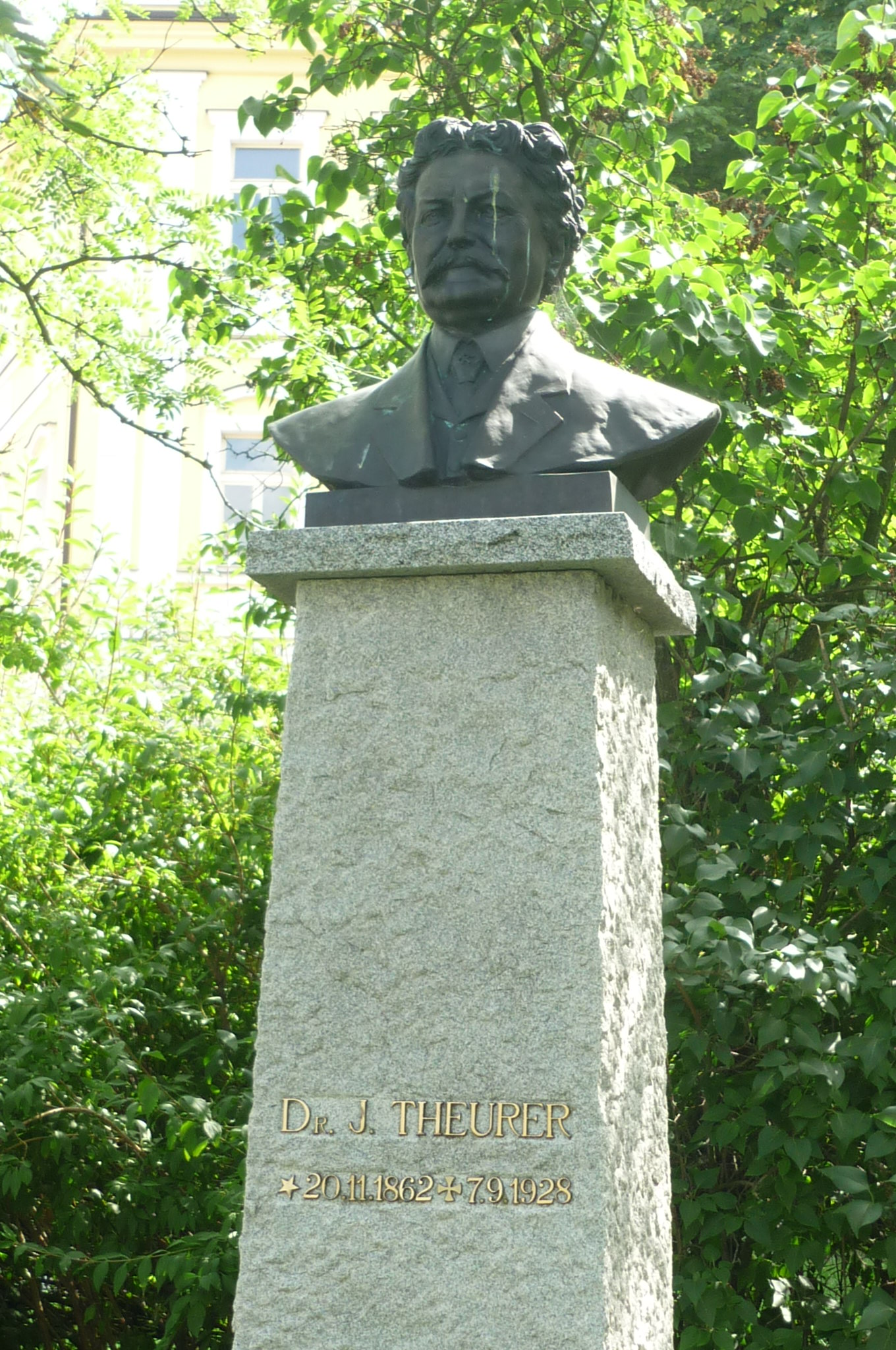
Pomník Josefa Theurera

Josef Theurer (20. listopadu 1862 Litomyšl – 7. září 1928 Příbram) byl český fyzik a matematik.

## Život
Po absolvování gymnázia v Litomyšli studoval matematiku a fyziku na Karlově univerzitě, roku 1884 se stal asistentem prof. Strouhala, kde získal cenné zkušenosti při zařizování fysikálního ústavu v Klementinu. Roku 1885 byl promován doktorem filozofie pro obor matematicko-fyzikálních věd. Roku 1895 nastoupil na místo prozatímního docenta matematiky a fyziky na příbramské báňské akademii. Zavedl tam přednášky z elektrotechniky a vybudoval základy elektrotechnického ústavu. Byl zvolen prvním rektorem Vysoké škola báňské s právem užívat titul Magnificence (v letech 1903–5). Znovu pak byl rektorem ještě v letech 1907–1911, 1917–1921 a 1926–1927.
Pořádal rozsáhlé přednáškové cykly pro veřejnost o fyzice, matematice, též však o hudbě, které byla jeho celoživotní vášní, vedl dokonce příbramský pěvecký spolek Lumír a Dobromila, byl nadšeným propagátorem díla Bedřicha Smetany.
Zemřel 7. září 1928 v Příbrami, pohřeb měl v pražském krematoriu. Pohřben byl pak na Městském hřbitově v Příbrami.

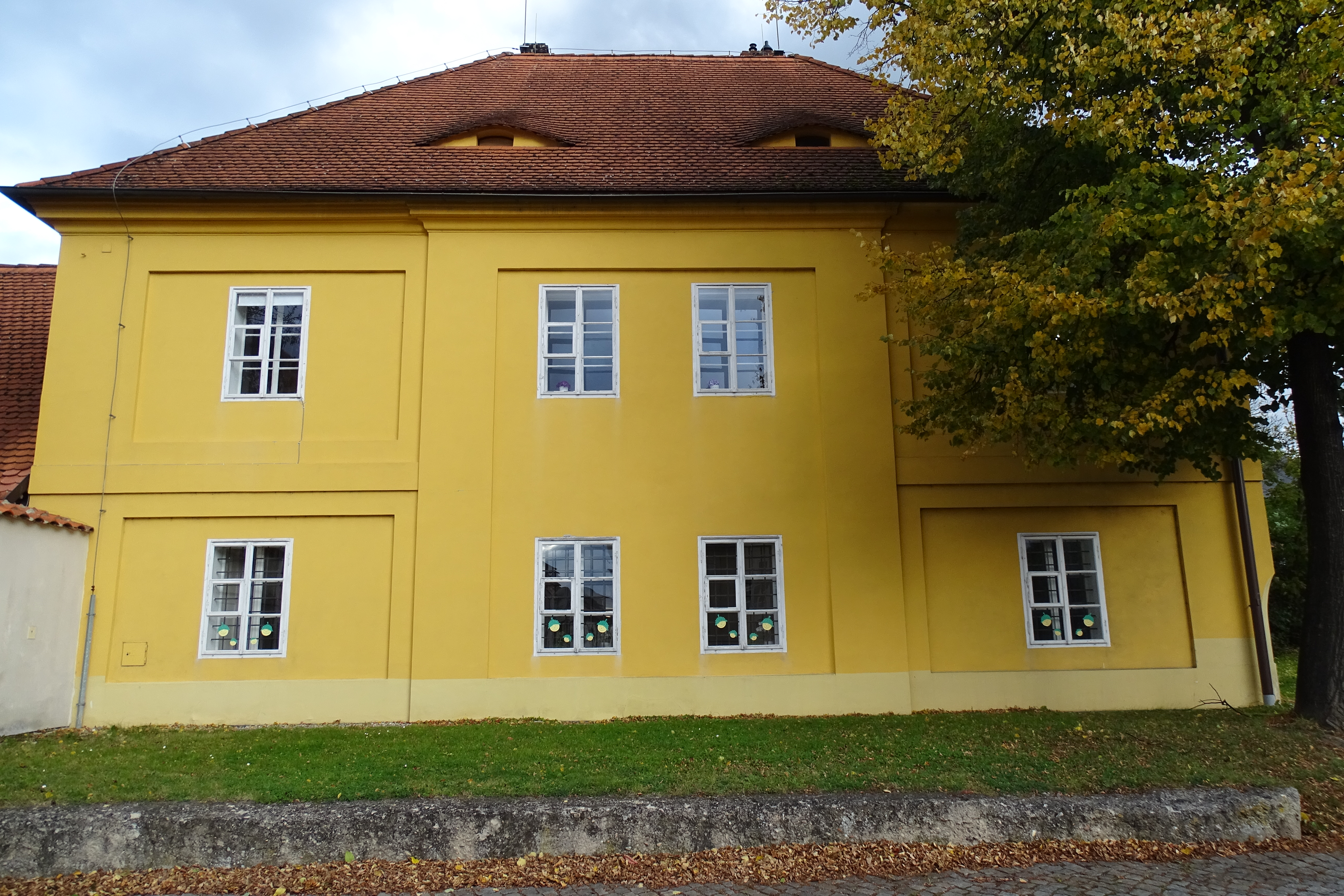
Rodný dům Josefa Theurera v Litomyšli

Zastupitelé města ještě ve 30. letech pojmenovali náměstí pod Vysokou školou báňskou Theurerovým jménem. Sochař Václav Šára vytvořil v r. 1947 sádrový model pro rektorovu bustu. Bronzový odlitek již nebyl realizován, náměstí pak neslo jméno Julia Fučíka. Teprve 13. 10. 2001, v rámci oslav 150. výročí založení báňské akademie, byla Theurerova busta odhalena.

## Dílo

### Fyzikální učebnice
- O elektrických oscillacích. Praha, 1890.
- Studie o úvodu k nauce o elektřině a magnetismu. Praha, 1897.
- Pět přednášek z oboru optiky : konané r. 1898 na c.k. báňské akademii v Příbrami pro "Budeč Příbramskou". Příbram : Budeč, 1899.
- Reiss F. a Theurer J. Fysika pro vyšší reálky. Praha : Jednota čes. matematiků, 1904.
- O thermodynamice dějů nepřevratných Praha, 1906.
- Reiss F. a Theurer J. Fysika pro vyšší gymnasia. Praha : Jednota čes. mathematiků, 1909.
- Úvod do nauky o záření. Praha, 1910.
- Ochrana budov proti blesku. Praha : F. Topič, 1918.

### Díla o B. Smetanovi
- O posledních dílech B. Smetany (1907)
- B. Smetany smyčcová kvarteta (1917)
- O komorních dílech Bedřicha Smetany (1924)
- Z mých "Smetanian" (po 1924)

### Ostatní
- Památník Vysoké školy báňské v Příbrami za léta od 1899 do 1924: k 75letému jubileu trvání vysoké školy báňské. Praha: Prometheus, 1924. viii+427 s.